# Apotrophus simplicicollis
Apotrophus simplicicollis är en skalbaggsart som beskrevs av Bates 1875. Apotrophus simplicicollis ingår i släktet Apotrophus och familjen långhorningar.
Artens utbredningsområde är Paraguay. Inga underarter finns listade i Catalogue of Life.